# Barbula gracilenta
Barbula gracilenta är en bladmossart som beskrevs av Mitten 1859. Barbula gracilenta ingår i släktet neonmossor, och familjen Pottiaceae. Inga underarter finns listade i Catalogue of Life.